# بستکیه
«محلهٔ قدیمی بستکیه» در مجاور موزه دبی در منطقهٔ بر دبی و در خیابان فهیدی قرار دارد. خانه‌هایی با معماری قدیمی، کوچه‌های باریک و بادگیرهای مرتفع، نشان از نوع زندگی مردم در دبی قدیم دارند. این بادگیرها فقط جنبه تزئینی نداشته‌اند. از آن‌ها برای خنک کردن منازل (قبل از بهره‌گیری از انرژی الکتریکی) استفاده می‌شده‌است. حکومت دبی اکنون در حال مرمت این محله می‌باشد تا از آن به عنوان یک دهکده توریستی استفاده نماید.

## وسعت محلهٔ بستکیه
وسعت این محله در حدود ۳۸۰۰۰ هزار متر مربع می‌باشد و دارای تعداد ۵۲ خانه مسکونی قدیمی می‌باشد. خانه‌ها باسبک خاصی ساخته شده‌است.
محلهٔ بستکیه در کنار «خور (دبی)» و در جنوب غربی خور در بر دبی» قرار دارد.
اما منطقهٔ «بر دیره» در مقابل محلهٔ بستکیه در سمت شمال خور واقع شده‌است.
محلهٔ «بستکیه» در حدود ۳۰۰ متر در امتداد طول خور از مغرب رو به مشرق و ۲۰۰ متر عرض در عمق داخل
شهر دبی ادامه یافته‌است. قسمت شمالی «محلهٔ بستکیه» در لب خور دبی قرار دارد.

## محدودهٔ بستکیه
محدودهٔ بستکیه، از شمال: «خور دبی»، از جنوب
«فلکه بستکیه»، از مغرب «بازار و قلعه فهیدی»، و از سمت مشرق به «مقبره و خور» محدود می‌گردد.

## پیشینه تاریخی
محلهٔ بستکیه در سال ۱۸۹۰ میلادی توسط بستکی‌های مهاجر تأسیس شده‌است.
این محله به سفارش آن‌ها و به دست معماران اهل بستک بنا شده است. استاد محمد معمار بستکی و محمدصالح البناء از معماران محلهٔ بستکیه بودند که ساخت و ساز را در آن مکان آغاز کردند. از این رو، محله بستکیه بر پایه سبک معماری بستکی ایجاد شده‌است که امروزه نیز می‌توان نقوش و طرح های خاص مربوط به آن سبک را در محله مشاهده کرد.
مصالح ساختمان خانه‌های محلهٔ بستکیه از سنگ‌های مرجانی که از دریا بیرون می‌آوردند و گچ و آهک بوده‌است، در قسمت‌های از این بناها گاهی از ساروج نیز استفاده شده‌است.. همچنین در و پنجره آن‌ها از چوب‌های قیمتی «ساج» و «تیک» و دیگر چوب‌های گران‌قیمت که از هند و مومباسا وارد می‌شد ساخته بودند، همچنین تزیینات و دکورهای دیواری از گچ و شیشه‌های رنگارنگ ساخته بودند. در بالای خانه‌شان برجهایی هوایی ساخته بودند برای تهویه خانه‌ها که آن را «اَلبَراجـِیل» می‌نامند؛ که تلفظ عربی واژهٔ بادگیر فارسی است.
در بیرون خانه‌ها به هم چسپیده یا به هم نزدیک هستند و کوچه‌های تنگ وباریک میان خانه‌ها فاصله انداخته‌است،
بطوریکه در بیشتر اوقات روز اطراف خانه‌ها سایه بندان است. کوچه‌های تنگ وباریک در سرعت افزودن باد نقش مهمی دارند.
«محلهٔ بستکیه» یکی از مناطق مهم گردشگری و تاریخی امارت دبی می‌باشد.
تمام ساختمان خانه‌های «محلهٔ بستکیه» با گچ سفیدکاری شده‌است.
در و پنجره‌ها از چوب والوارهایی که از خارج و بعضی هم که در محل خود ساخته‌اند به کار رفته‌است.

## نمای عمومی ساختمان
نمای عمومی ساختمان‌ها شکل عادی دارد و اغلب ساختمان‌ها قیافه عادی داشته و بهم چسپیده و در اطراف بعضی خانه‌ها کوچه‌های تنگ و باریک بین آن‌ها وجود دارد.
اغلب خانه‌ها دارای سردر مخصوص هستند بأین ترتیب که جلو در دو یا چهار ستون از سنگ و گچ ساخته و روی آن گنبد مخصوصی ساخته بودند و در طرف آن سکویی تعبیه می‌کردند که درجه شکوهمند و أبهت این سردر که در بعضی اوقات دارای مجسمه‌هایی هم هست نشانهٔ ثروت ومکنت صاحب خانه‌است.
در همه ساختمان‌ها پنجره‌ها از کف اتاق پایه‌گذاری شده‌اند. سقف اتاق‌ها از «تیر چوب» که در اینجا بنام «چَندَل» معروف است که از هند و مومباسا می‌آوردند ساخته شده. روی چوب‌ها یک نوعی از حصیر که «مَنگُور» نام داشت و همچنین از شاخه تراشیده نخل خرما که «گُردِنُه» یا سوند نام دارد و به شکل زیبایی تراشیده شده بودند استفاده شده‌است.

## بستکیة در مجلهٔ عربی کویتی
در شمارهٔ ۱۸۱ مجلهٔ عربی کویتی در مورد منطقهٔ بستکیه چنین آمده أست:
- درحالی که در ناحیهٔ شمالی خور ساختمان‌ها و بناهای جدید ومدرن چشم هارا خیره می‌کند، قسمت جنوبی خور با تعدادی از ساختمان‌ها و بناهای تاریخی واقع در منطقهٔ تجار قدیم در (منطقهٔ بستکیه) همچنان باقی‌مانده أست. هرچند این ناحیه نیز از تغییرات سریع در أمان نمانده أست.

سیاست وتصمیم فعلی حکام دبی بر ابقاء «خانه‌های بستکیه» بر شکل معماری قدیم خود أست. تا چشم أندازی برگذشته در برابر بازدید کنندگان وساکنان آنجا باشد، در حال حاضر در بعضی از خانه‌ها برای بازدید عموم باز أست و خانه‌های دیگر نیز ترمیم و بازسازی می‌شود.

## نامگذاری
نامگذاری این محله به «محلهٔ بستکیه» از آنجاست که ثروتمندانی از دوران بسیار دور از شهر بستک به اینجا مهاجرت کرده بودند و بنیان‌گذار این محله شده‌اند. همچنین، این محله بر پایه سبک معماری بستکی بنا شده‌است که نمایانگر هنر معماران بستکی می‌باشد. شهر بستک امروزه یکی شهرهای آباد استان هرمزگان در جنوب ایران است.
از ثروتمندان بستکی‌ها که در محلهٔ «بستکیه» سکونت داشته‌اند از چند تن از مشهورترین آنان در اینجا یاد می‌کنیم:
- حاج محمد عقیل آل عرشی بستکی.
- شیخ مصطفی بن عبداللطیف عباسی.
- حاج عبدالقادر عبدالله عباسی.
- حاج عباس عبدالله عباسی.
- حاج محمد فاروق.
- حاج محمد حاجی میرزاابوالقاسم
- حاج عبدالله بهزاد.
- حاج محمد صالح فکری.
- حاج محمد عقیل کاظم.
- حاج ملا عبدالکریم واحدی.
- حاج محمد امین بن حاج محمد عقیل فکری

## نگارخانه

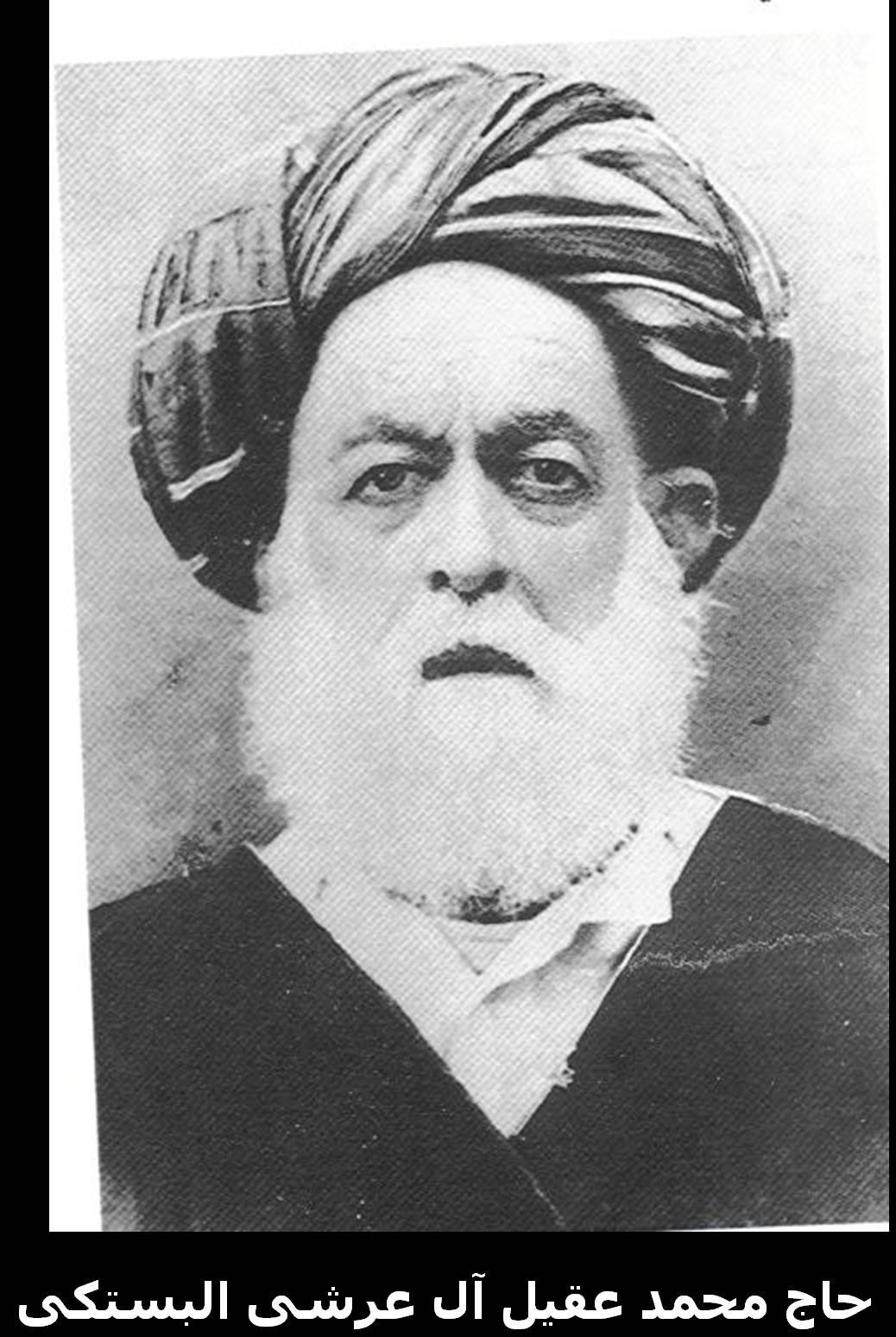
حاج محمد عقیل آل عرشی البستکی
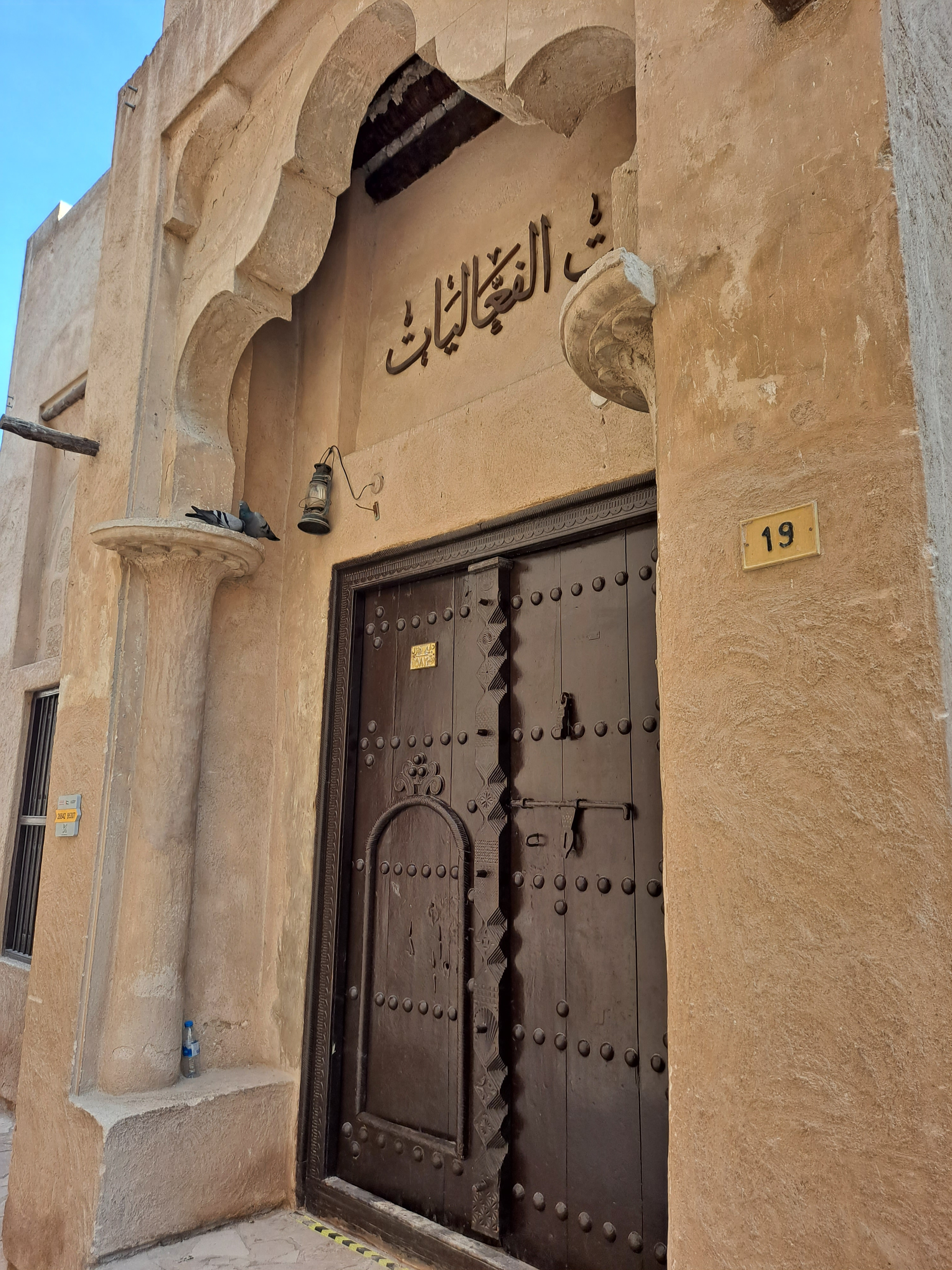
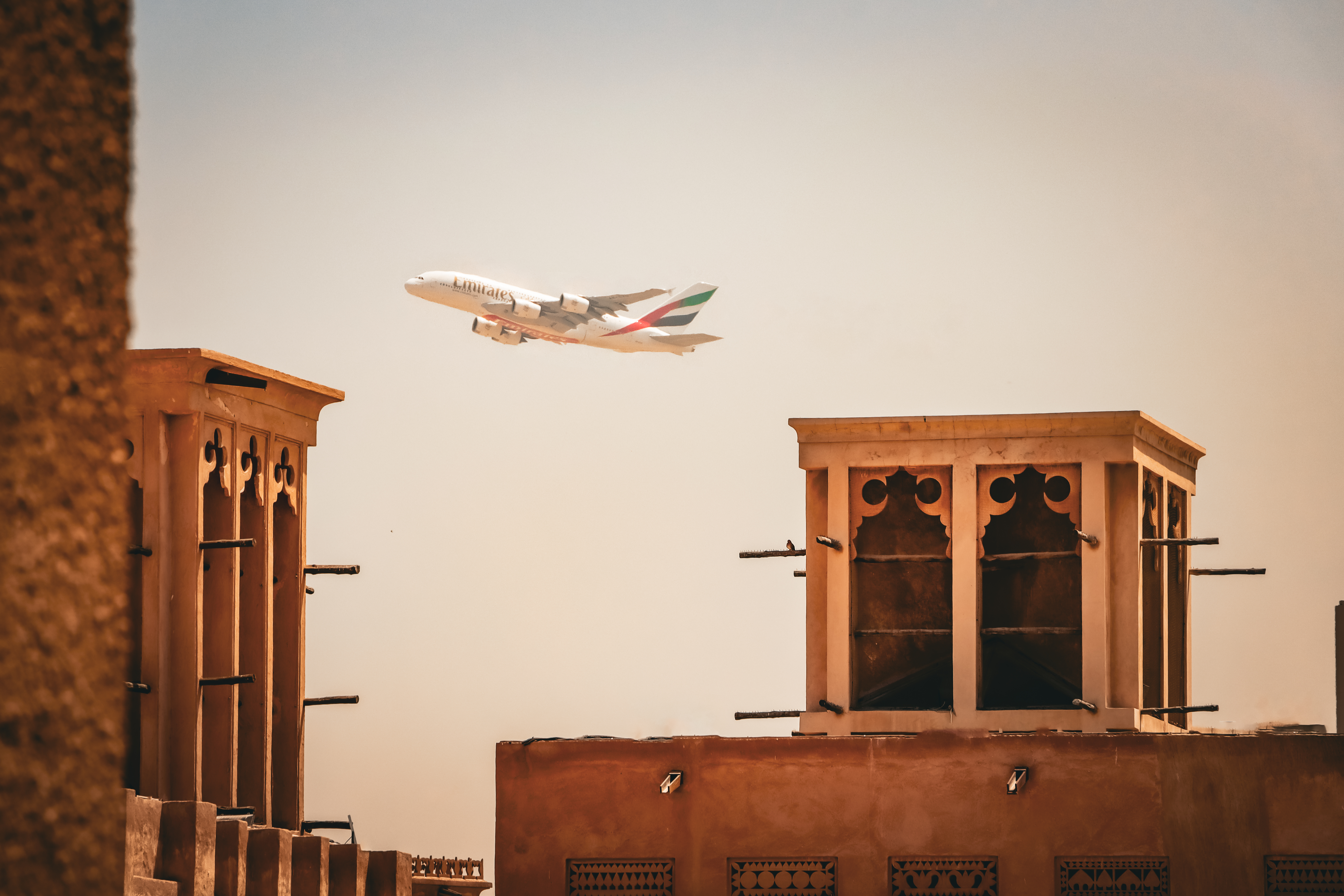

## دبی در دوران قدیم
در دوران بسیار دور شهر دبی از ۳ منطقه تشکیل یافته بود:
- منطقهٔ شندغه.
- منطقهٔ بر دبی.
- منطقهٔ بر دیره.

خور دبی شهر دبی را به دو بخش «بر دیره» و «بر دبی» تقسیم کرده‌است.
محلهٔ «بستکیه» در قسمت شرقی بر دبی واقع است.

## قلعه فهیدی
در ۶۰ متری محلهٔ بستکیه سمت مغرب «قلعه فهیدی» واقع شده‌است که امروزه موزه ملی
است. این دژ در سال ۱۷۸۷ میلادی ساخته شده‌است.
این دژ تا سال ۱۸۹۶ میلادی مقر حاکم و پس از آن دادگاه و دادستانی بوده‌است.
بعد از آن مدتی انبار مهمات بوده که بعداً هم به زندان تبدیل شده‌است.
در سال ۱۹۷۱م بدستور «راشد بن سعید آل مکتوم» حاکم وقت به موزه ملی تبدیل شده‌است،
قلعه فهیدی یکی از قدیمی‌ترین ساختمان‌هایی است که تا به حال در دبی به حالت سالم باقی‌مانده‌است.
دیوان حاکم حالی «مقر حکم» بین محلهٔ بستکیه و قلعه فهیدی واقع شده‌است که ساختمان آن بسیار زیبا و دیدنی است.

## فهرست منابع و مآخذ
- رحمة، عبدالرحمن، عبدالله، “ (الإمارات فی ذاکرة أبنائها) “، جلد دوم. چاپ القراءة للجمیع للنشر والتوزیع، ابوظبی:، انتشار سال ۱۹۹۰ میلادی.
- خلفان، الروم، محمد، “ (الحدائق و المتاحف فی الإمارات) “، ج۱. چاپ سوم، ابوظبی: “شرکة ابوظبی للطباعة والنشر“، انتشار ۱۹۸۸ میلادی.
- محمدیان، کوخردی، محمد، “ (الإمارات عبر التاریخ) “، ج۱. سال انتشار ۲۰۰۸ میلادی به (عربی).
- العبودی، ناصر، بن حسین، “ (الأماکن الأثریة فی الإمارات) “، ج ۱–۲، چاپ سوم، ابوظبی: “شرکة ابوظبی للطباعة والنشر“، انتشار ۱۹۸۹ میلادی
- هفته نامه، فستیوال، چاپ دبی، انتشار ژانویه سال ۲۰۰۶ میلادی. به (عربی).
- الدکتور: عبدالله بن عبدالرحمن رحمة، “ (الإمارات فی ذاکِرةَ أَبَنائُها) “، اَلمُجَلَد اَلأَوَل. سال انتشار ۲۰۰۶ میلادی به (عربی).
- مجلة العربی الکویتیة فی عددها (۱۸۱) ـ وزارة الإعلام الکویتیة.